# Jason McManamen
Jason McManamen (Torrington, Wyoming, 8 de mayo de 1994) es un jugador de baloncesto estadounidense que  se encuentra sin equipo. Con 1 metro y 96 centímetros de estatura, juega indistintamente en las posiciones de Alero y escolta.

## Trayectoria

### Universidad
Formado académica y deportivamente en la Universidad de Wyoming, con sede en Laramie, Wyoming, formó parte de la plantilla de los Warriors (Division I de la NCAA) durante la totalidad de su ciclo universitario (2012 a 2017), a excepción de la campaña 2013/14, en la que no participó en el equipo. A pesar de no gozar de demasiado protagonismo en sus dos primeros años, en los dos últimos mejoró sustancialmente su rendimiento, terminando su última temporada (2016/17) con unos promedios de 11,2 puntos, 3 rebotes y 2,4 asistencias por partido.

### Profesional
Tras no ser elegido en el Draft de la NBA de 2017, hizo una prueba con los South Bay Lakers de la G League, pasando finalmente a formar parte de su plantilla, aunque fue finalmente cortado antes del comienzo de la temporada.